# Lone Bendixen
Lone Bendixen (født 1943) er tidligere en dansk atlet. Hun var medlem af Københavns IF og deltog i to landskampe for Danmark 1962.

## Danske mesterskaber
- Bronze 1962 800 meter 2,26,0
- Sølv 1961 800 meter 2,30,0

## Personlige rekord
- 200 meter: 26,5 1964
- 400 meter: 60,4 1962
- 800 meter: 2,25,8 1962